# Данино село
Данино село (на сръбски: Дањино Село или Danjino Selo) е село в община Сурдулица, Пчински окръг, Сърбия. Според преброяването от 2011 г. населението му е 48 жители.

## Демография
- 1948 – 203
- 1953 – 205
- 1961 – 183
- 1971 – 161
- 1981 – 202
- 1991 – 145
- 2002 – 81
- 2011 – 48

## Етнически състав
(2002)
- 90,12% – сърби
- 1,23% – руснаци
- 8,64% – непознати